# Fantawild Holdings
Fantawild Holdings est un groupe chinois de loisirs ainsi qu'un studio d'animation dont le siège social est situé à Shenzhen, Guangdong.

## Histoire et développements
Le premier Fantawild Adventure Park est inauguré en octobre 2007 à Wuhu, dans le centre la province d'Anhui en Chine. L'ensemble du parc a une superficie totale de 1,25 km2. Avec 2 186 000 visiteurs en 2012, il est le 20e parc des continents asiatique et océanique quant à la fréquentation.
En 2011, le groupe Fantawild compte cinq parcs ouverts en Chine, situés dans des zones à vocation touristique. Fantawild est également une société de médias et un fabricant d'attractions et d'équipements pour les cinémas en relief et Cinéma 4-D. En fin d'année 2011, les six Fantawild Adventure Theme Parks chinois affichaient des recettes totales d'un montant 1,62 milliard de yuans, soit 199 millions de US$. À lui seul, le parc de Wuhu a enregistré 11 millions de visiteurs depuis son ouverture. Le Fantawild Holdings VP a annoncé que Fantawild envisage de créer au moins 10 à 13 parcs à thème répartis autour de la Chine avec un brut annuel estimé des ventes de billets d'un montant 3 milliards de yuans à la fin de l'année 2015. De plus, le groupe chinois désirait construire un parc à thème dans la ville iranienne d'Esfahan pour la fin de l'année 2012. Il projette d'autres parcs en Ukraine et en Afrique du Sud.
En passant de 2 230 000 visites en 2011 à 2 186 000 visites en 2012 et malgré un recul de 2 %, Fantawild Adventure Wuhu entre à la 20e place du classement des vingt parcs d'attractions les plus visités d'Asie en 2012.
En 2013, le groupe Fantawild apparaît pour la première fois dans le classement mondial des grands groupes de gestion de parcs de loisirs. Fantawild est la troisième société chinoise à rejoindre ces grands groupes, rejoignant OCT Parks China et Haichang Group. Fantawild entre en neuvième position du top 10 des opérateurs de parcs de loisirs, ayant ouvert de nouvelles propriétés en 2012 et 2013. Pour sa première année d'activité et avec 2 850 000 visiteurs , Fantawild Adventure Zhengzhou se classe 18e sur les 20 parcs d'attractions les plus visités d'Asie.
Fantawild Holdings sort en 2014 du classement mondial des grands groupes de gestion de parcs de loisirs alors qu'il élargit ses portefeuilles et développent ses parcs.
L'année suivante, il réintègre ce classement en huitième position. Également en 2015, les parcs aquatiques du groupe affichent de beaux résultats. Wuhu Fantawild Water Park augmente sa fréquentation de 129,1 % pour atteindre la 15e place du marché Asie-Pacifique et Zhengzhou Fantawild Water Park connait une croissance de 215,5 % et atteint la 17e place. En 2017, ils sont respectivement 6e et 11e du marché Asie-Pacifique.
En 2016, Fantawild ajoute plus de programmes de divertissement. Fantawild utilise le lien avec les licences médiatiques - propriété intellectuelle nationale - pour attirer les marchés familiaux. Fantawild a un accord pour une série d'animation populaire chinoise, Boonie Bears (en), leur permettant d'avoir les personnages de la série dans leurs parcs.
L'approche de Fantawild est de réaliser de nouveaux parcs qui proposent ses propres licences et ses personnages issus de films, de séries télévisées et de dessins animés. Produits par la compagnie Fantawild Animation, ils sont bien connus sur le marchés chinois, le plus populaire étant Boonie Bears. Fantawild et d'autres opérateurs asiatiques adoptent un modèle multi-plateforme pour la propriété intellectuelle, comme le pratiquent de nombreux détenteurs de propriété intellectuelle occidentaux. Fantawild et d'autres opérateurs asiatiques adoptent un modèle multi-plateforme pour les licences, comme le pratiquent de nombreux détenteurs de licences occidentaux.

## Parcs détenus
- Fantawild Sci-Fi Theme Park (金源方特科幻公园) 2006 Jiangbei, Chongqing, Chine. 29° 33′ 42″ N, 106° 31′ 17″ E
- Fantawild Adventure (chinois simplifié : 方特欢乐世界) 2007, Wuhu, Anhui, Chine. 31° 22′ 49″ N, 118° 22′ 23″ E
- Fantawild Adventure (方特欢乐世界) 2010, Shantou, Guangdong, Chine. 23° 20′ 56″ N, 116° 45′ 23″ E
- Fantawild Dreamland (方特梦幻王国) 2010, Wuhu, Anhui, Chine. 31° 21′ 44″ N, 118° 27′ 10″ E
- Fantawild Adventure (方特欢乐世界) 2010, Taishan, Tai'an, Shandong, Chine. 36° 14′ 20″ N, 117° 11′ 16″ E
- Fantawild Adventure (方特欢乐世界) 2011, Shenyang, Liaoning, Chine. 41° 57′ 43″ N, 123° 24′ 49″ E
- Fantawild Adventure (方特欢乐世界) 2011, Zhuzhou, Hunan, Chine. 27° 59′ 35″ N, 113° 11′ 15″ E
- Fantawild Dream Kingdom (方特梦幻王国) 2011, Qingdao, Shandong, Chine. 36° 12′ 35″ N, 120° 16′ 41″ E
- Fantawild Adventure (方特欢乐世界) 2012, Zhongmu, Zhengzhou, Henan, Chine. 34° 45′ 22″ N, 113° 55′ 32″ E
- Fantawild Dreamland (方特梦幻王国) 2013, Tong'an, Xiamen, Fujian, Chine. 26° 01′ 21″ N, 119° 21′ 25″ E
- Nantong Adventure Land 2013, Nantong, Jiangsu, Chine.
- Fantawild Adventure (方特欢乐世界) 2014, Binhai, Tianjin, Chine. 39° 07′ 18″ N, 117° 45′ 03″ E
- Dream Land 2014, Ispahan, Iran.
- Fantawild Adventure (方特欢乐世界) 2015 Jiayuguan, Gansu, Chine.
- Oriental Heritage 2015 Jinan, Shandong, Chine.
- Fantawild Dreamland (方特梦幻王国) 2015, Zhengzhou, Henan, Chine.
- Fantawild Theme Park 2015, Nanjiao, Datong, Shanxi, Chine. 40° 03′ 27″ N, 113° 21′ 41″ E
- Oriental Heritage 2015, Wuhu, Anhui, Chine.
- Oriental Heritage 2016 Ningbo, Zhejiang, Chine.
- Fantawild Dreamland (方特梦幻王国) 2016, Shifeng, Zhuzhou, Hunan, Chine. 27° 59′ 12″ N, 113° 11′ 16″ E
- Oriental Heritage 2017, Xiamen, Fujian, Chine.
- Fantawild Asian Legends 2018 Nanning, Guangxi, Chine.
- Fantawild (方特) 2018 Taiyuan, Shanxi, Chine.
- Fantawild (方特) 2018 Anyang, Henan, Chine.
- Oriental Heritage 2018 Changsha, Hunan, Chine.
- Oriental Heritage 2018 Handan, Hebei, Chine.
- Silk Road Culture Expo Park 2018 Jiayuguan, Gansu, Chine.